# Doblado Színház
A Doblado Színház (spanyolul: Teatro (Manuel) Doblado) a mexikói León egyik színháza.

## Története
Az épületet José Noriega tervezte 1869-ben, felavatására 1880. szeptember 15-én került sor egy olyan zenés előadással, amelyben szerepelt többek között a Traviata és a Macbetch is, és fellépett a híres énekesnő, Virginia Galván is. Eredetileg Gorostiza Színháznak nevezték el, mai nevét később vette fel Manuel Doblado tábornok és kormányzó tiszteletére.
Fénykorát a 19. század végén és a 20. század elején élte: ekkor olyan hírességek léptek fel benne, mint Ángela Peralta, Virginia Fábregas, Elisa de la Maza, Ricardo Costa, Juan de Dios Peza, Jaime Nunó, Julián Carrillo és Efraín Hernández. 1910-ben Francisco Ignacio Madero tartott benne politikai gyűlést, ahol kifejtette az elnök újraválaszthatóságát ellenző nézeteit. A forradalom éveiben mozi működött benne, valamint karámmá alakították a forradalmárok lovai számára, és laktanyát rendeztek be benne. Ez és a térséget sújtó áradások eredményezték, hogy az 1930-as évekre teljesen leromlott állapotba került. Az újjáépítési munkák az 1970-es években kezdődtek el, az újraavatásra (amelyen fellépett a Fernando Lozano Rodríguez vezette mexikóvárosi filharmonikus zenekar is) 1979-ben került sor.

## Az épület
A színház León belvárosában, a Pedro Moreno és Hermanos Aldama utcák sarkán áll. Főbejárata az utcákhoz képest 45 fokos szögben levágott sarkon áll, itt négy hatalmas oszlopot helyeztek el, ami egy timpanont tart. A színházteremben 1271 ülőhely található. Az épületben amellett, hogy színházi, opera-, zenei, táncos és gyermekelőadásokat, valamint fesztiválokat, filmvetítéseket és konferenciákat is tartanak, berendeztek egy képzőművészeti kiállítást is, a Galería Jesús Gallardót, ahol a környékbeli művészekéin kívül más bel- és külföldi festők alkotásai is megtekinthetők.

## Képek

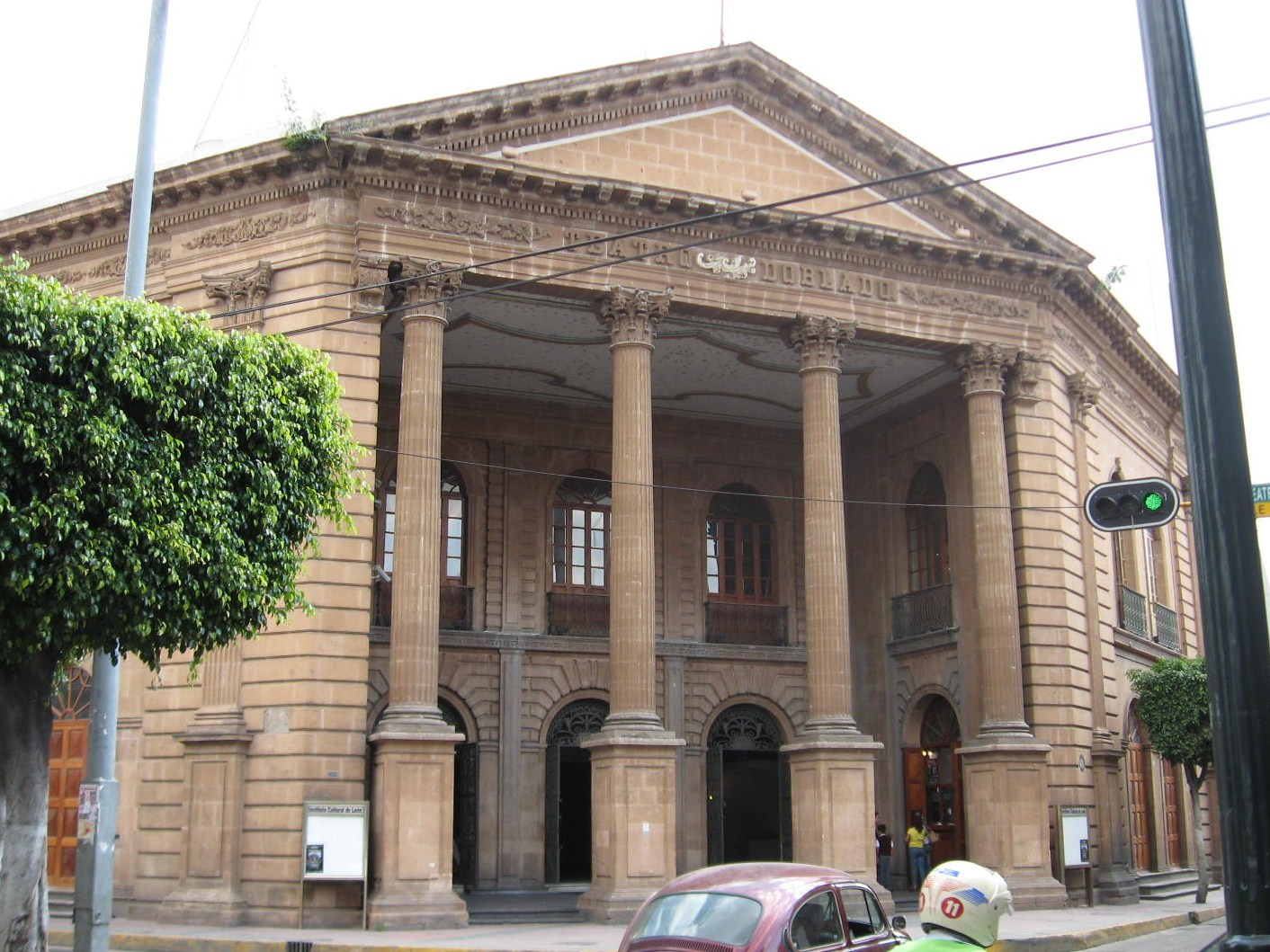
Nappal
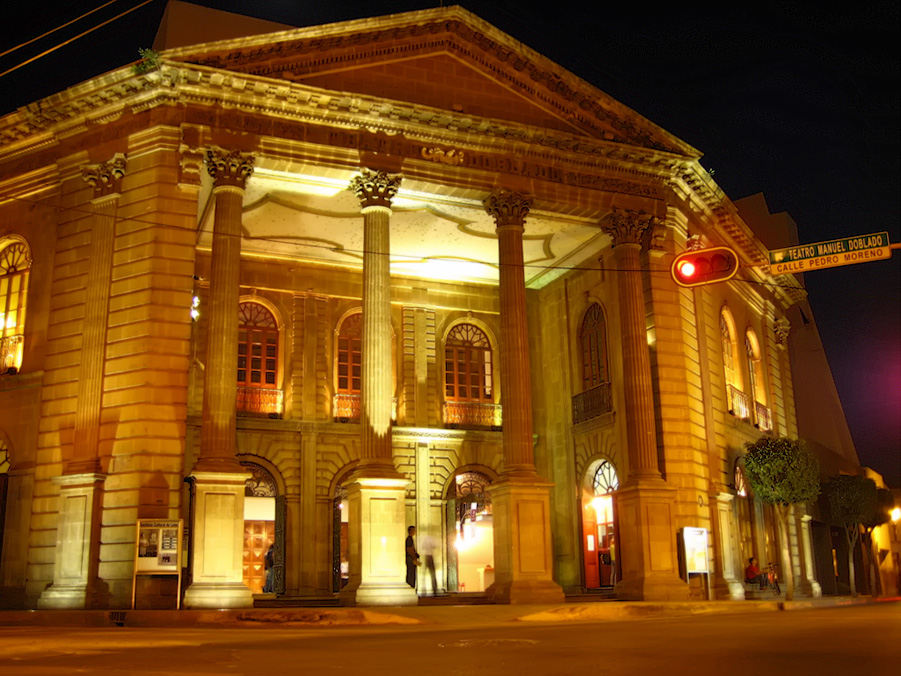
Éjszaka